# توفیق دیبی
توفیق دیبی (هلندی: Tofik Dibi؛ زادهٔ ۱۹ نوامبر ۱۹۸۰) سیاستمدار اهل هلند است.